# Quận Harrison, Mississippi
Quận Harrison là một quận thuộc tiểu bang Mississippi, Hoa Kỳ.
Quận này được đặt tên theo tổng thống Hoa Kỳ William Henry Harrison. Theo điều tra dân số của Cục điều tra dân số Hoa Kỳ năm 2000, quận có dân số 189.601 người. Quận lỵ đóng ở Biloxi và Gulfport6.

## Địa lý
Theo Cục điều tra dân số Hoa Kỳ, quận có diện tích 2528 km2, trong đó có 1023 km2 là diện tích mặt nước.

### Các xa lộ chính
- Interstate 10
- Interstate 110
- U.S. Highway 49
- U.S. Highway 90
- Mississippi Highway 15
- Mississippi Highway 53
- Mississippi Highway 67
- Mississippi Highway 605

### Quận giáp ranh
- Quận Stone (bắc)
- Quận Jackson (đông)
- Quận Hancock (tây)

## Thông tin nhân khẩu
Theo điều tra dân số 2 năm 2000, đã có 189.601 người, 71.538 hộ gia đình, và 48.574 gia đình sống trong quận hạt. Mật độ dân số là 326 người trên một dặm vuông (126/km ²). Có 79.636 đơn vị nhà ở với mật độ trung bình là 137 trên một dặm vuông (53/km ²). Cơ cấu điểm chủng tộc của quận gồm 73,15% người da trắng, 21,09% da đen hay Mỹ gốc Phi, 0,45% người Mỹ bản xứ, 2,60% châu Á, Thái Bình Dương 0,09%, 0,90% từ các chủng tộc khác, và 1,72% từ hai hoặc nhiều chủng tộc. 2,59% dân số là người Hispanic hay Latino thuộc một chủng tộc nào.
Có 71.538 hộ, trong đó 33,50% có trẻ em dưới 18 tuổi sống chung với họ, 48,10% là đôi vợ chồng sống với nhau, 15,10% có nữ hộ và không có chồng, và 32,10% là các gia đình không. 25,80% hộ gia đình đã được tạo ra từ các cá nhân và 8,30% có người sống một mình 65 tuổi hoặc lớn tuổi hơn là người. Cỡ hộ trung bình là 2,55 và cỡ gia đình trung bình là 3,07.
Trong quận, độ tuổi dân cư được trải ra với 26,00% dưới độ tuổi 18, 11,10% 18-24, 30,50% 25-44, 21,20% từ 45 đến 64, và 11,10% từ 65 tuổi trở lên là ai. Độ tuổi trung bình là 34 năm. Đối với mỗi 100 nữ có 99,10 nam giới. Đối với mỗi 100 nữ 18 tuổi trở lên, đã có 97,50 nam giới.
Thu nhập trung bình cho một hộ gia đình trong quận đạt 35.624 USD, và thu nhập trung bình cho một gia đình là 41.445 USD. Phái nam có thu nhập trung bình 29.867 USD so với 22.030 USD của phái nữ. Thu nhập bình quân đầu người là 18.024 USD. Có 14,60% dân số và 11,60% của các gia đình sống dưới mức nghèo khổ. Trong tổng dân số, 20,70% những người dưới độ tuổi 18 và 11,30% của những người 65 tuổi trở lên đang sống dưới mức nghèo khổ.
Quận Harrison có thu nhập bình quân đầu người cao thứ sáu ở tiểu bang Mississippi.